# Диффенбак-о-Валь
Диффенба́к-о-Валь (фр. Dieffenbach-au-Val) — коммуна на северо-востоке Франции в регионе Гранд-Эст (бывший Эльзас — Шампань — Арденны — Лотарингия), департамент Нижний Рейн, округ Селеста-Эрстен, кантон Мюциг. До марта 2015 года коммуна административно входила в состав упразднённого кантона Вилле (округ Селеста-Эрстен).
Площадь коммуны — 2,95 км², население — 628 человек (2006) с тенденцией к росту: 617 человек (2013), плотность населения — 209,2 чел/км².

## Население
Население коммуны в 2011 году составляло 614 человек, в 2012 году — 611 человек, а в 2013-м — 617 человек.
| 1962 | 1968 | 1975 | 1982 | 1990 | 1999 | 2006 | 2008 | 2011 | 2012 | 2013 |
| ---- | ---- | ---- | ---- | ---- | ---- | ---- | ---- | ---- | ---- | ---- |
| 387  | 417  | 506  | 504  | 559  | 582  | 628  | 625  | 614  | 611  | 617  |

Динамика населения:

## Экономика
В 2010 году из 380 человек трудоспособного возраста (от 15 до 64 лет) 289 были экономически активными, 91 — неактивными (показатель активности 76,1 %, в 1999 году — 69,9 %). Из 289 активных трудоспособных жителей работал 271 человек (153 мужчины и 118 женщин), 18 числились безработными (7 мужчин и 11 женщин). Среди 91 трудоспособных неактивных граждан 27 были учениками либо студентами, 38 — пенсионерами, а ещё 26 — были неактивны в силу других причин.

## Достопримечательности (фотогалерея)

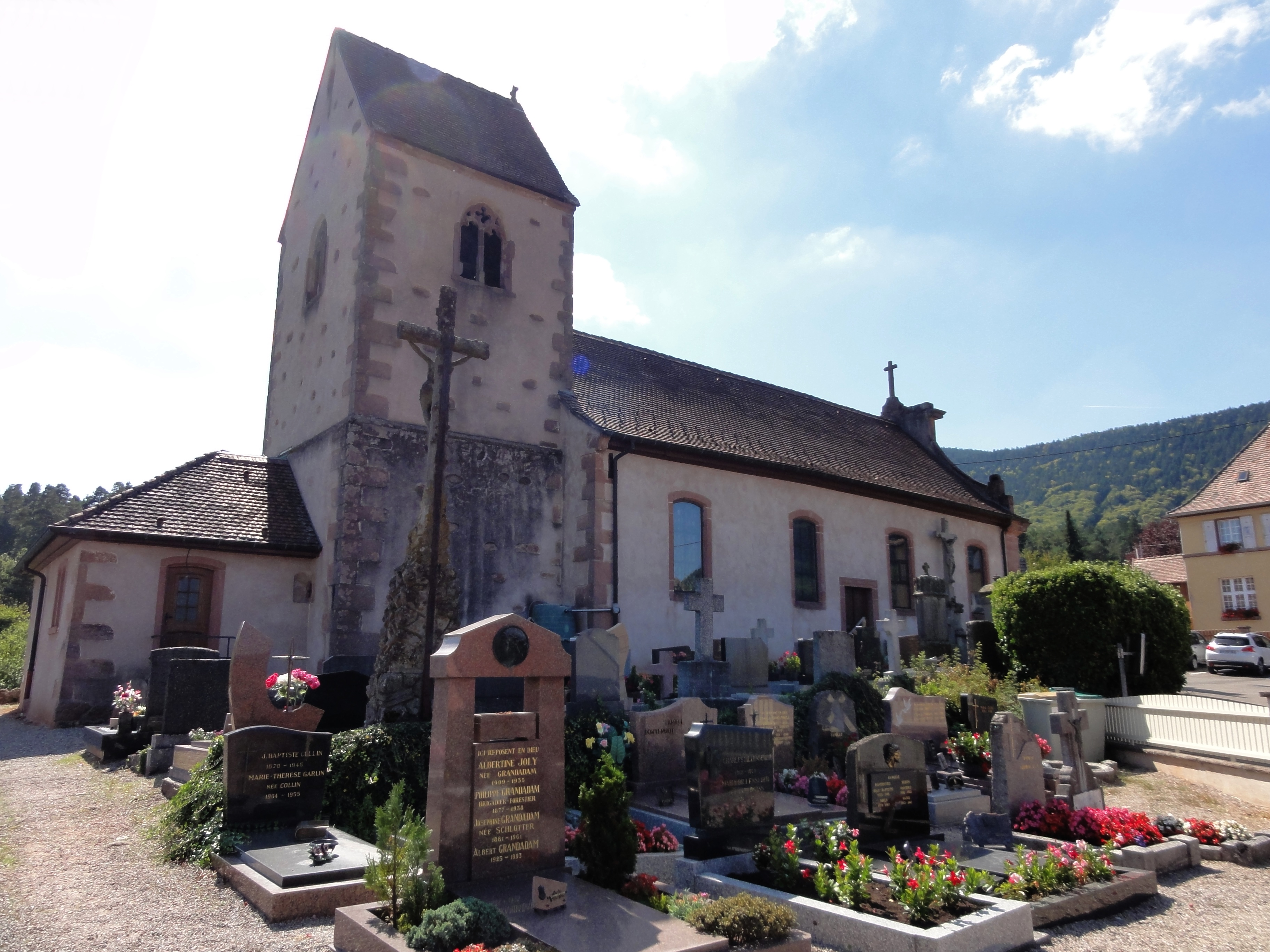
Церковь
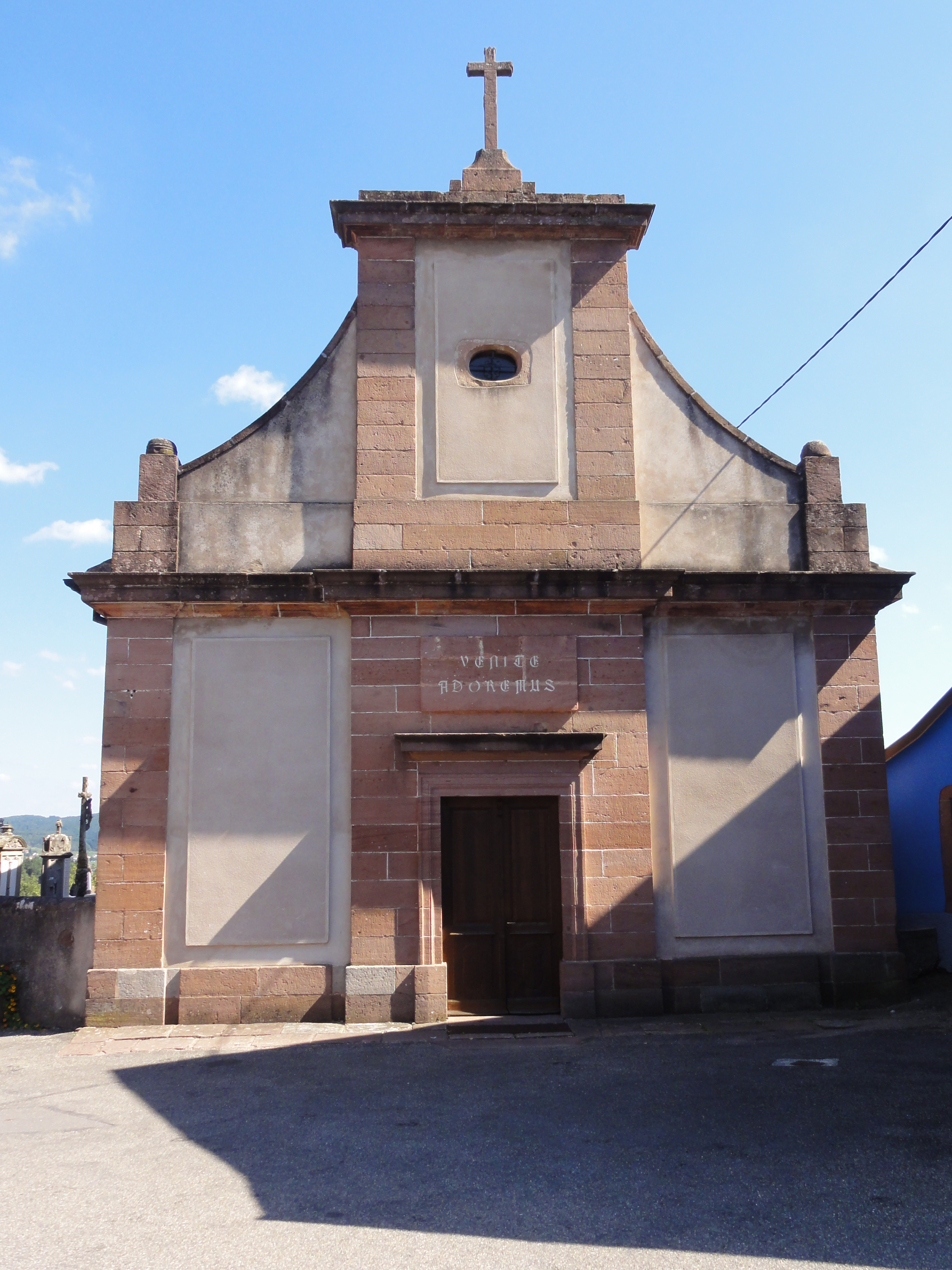
Портал
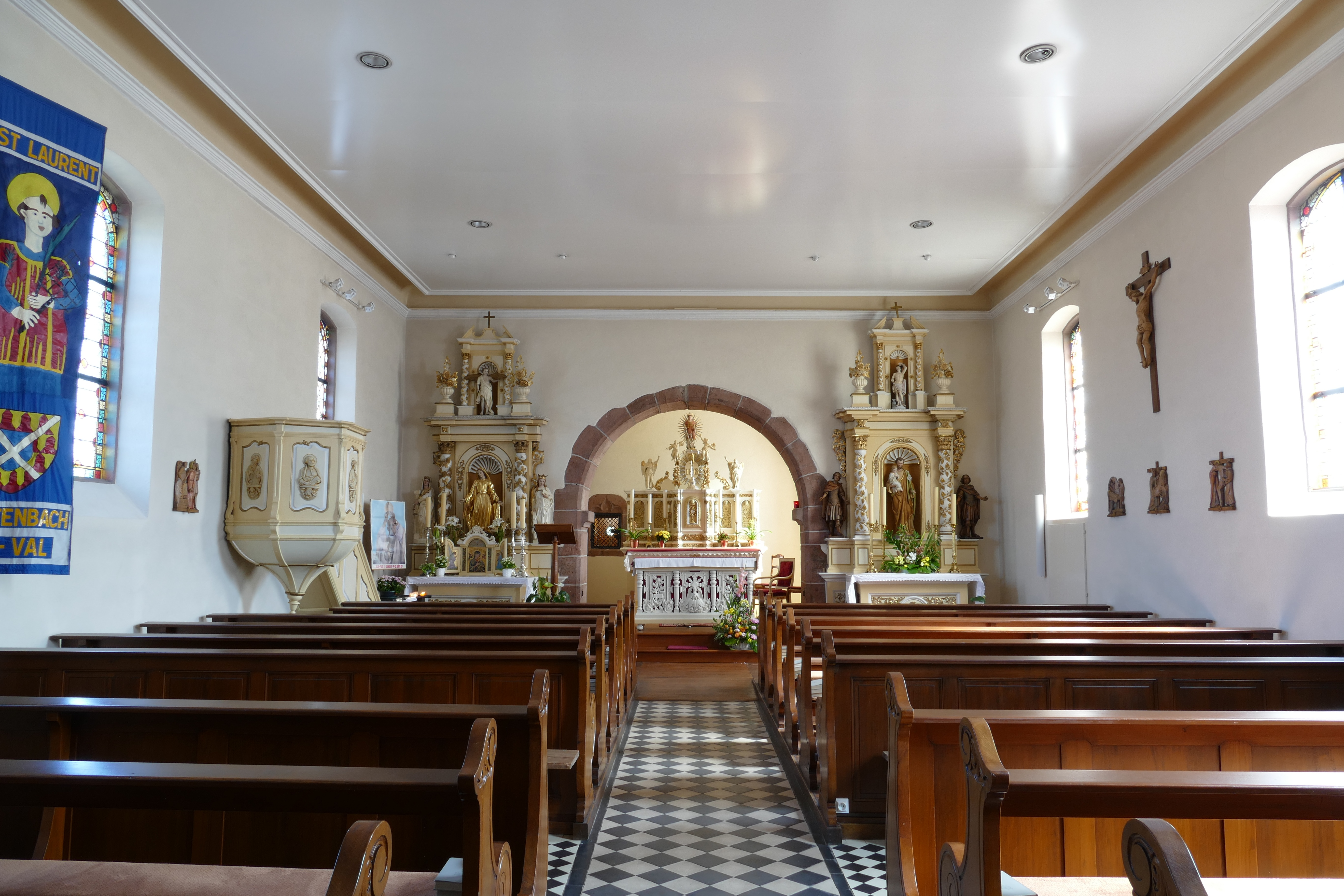
Интерьер
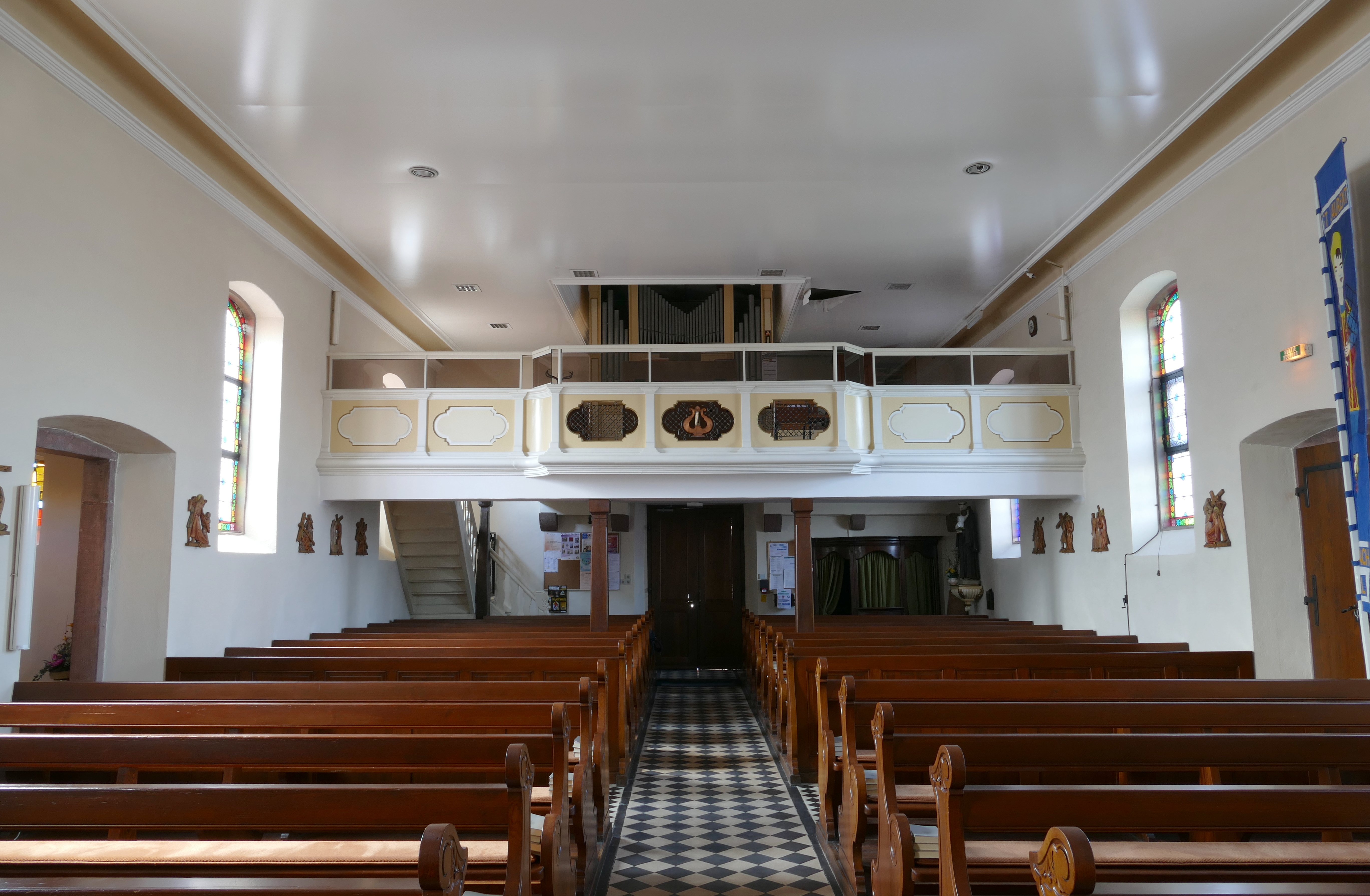
Орган
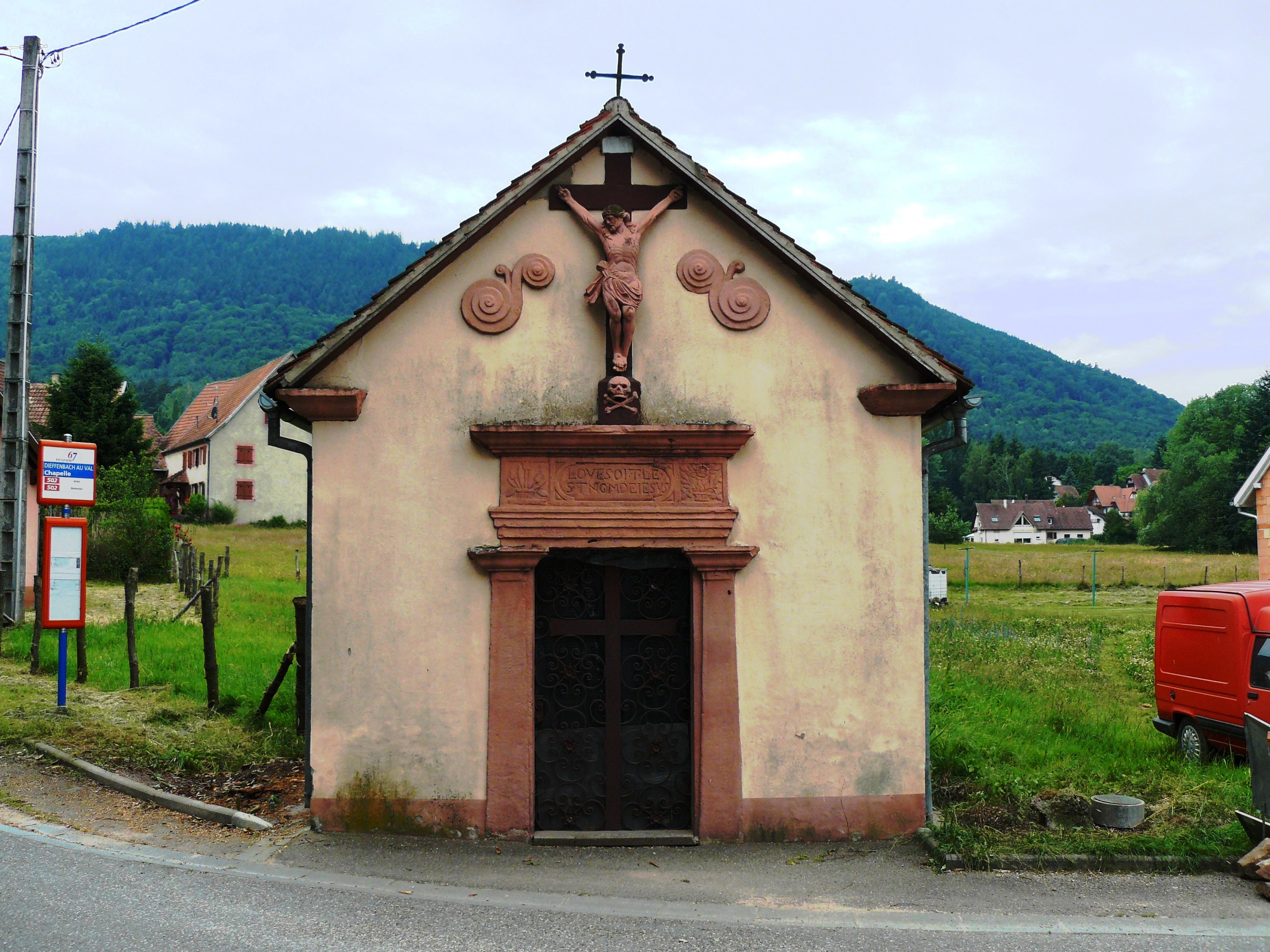
Часовня
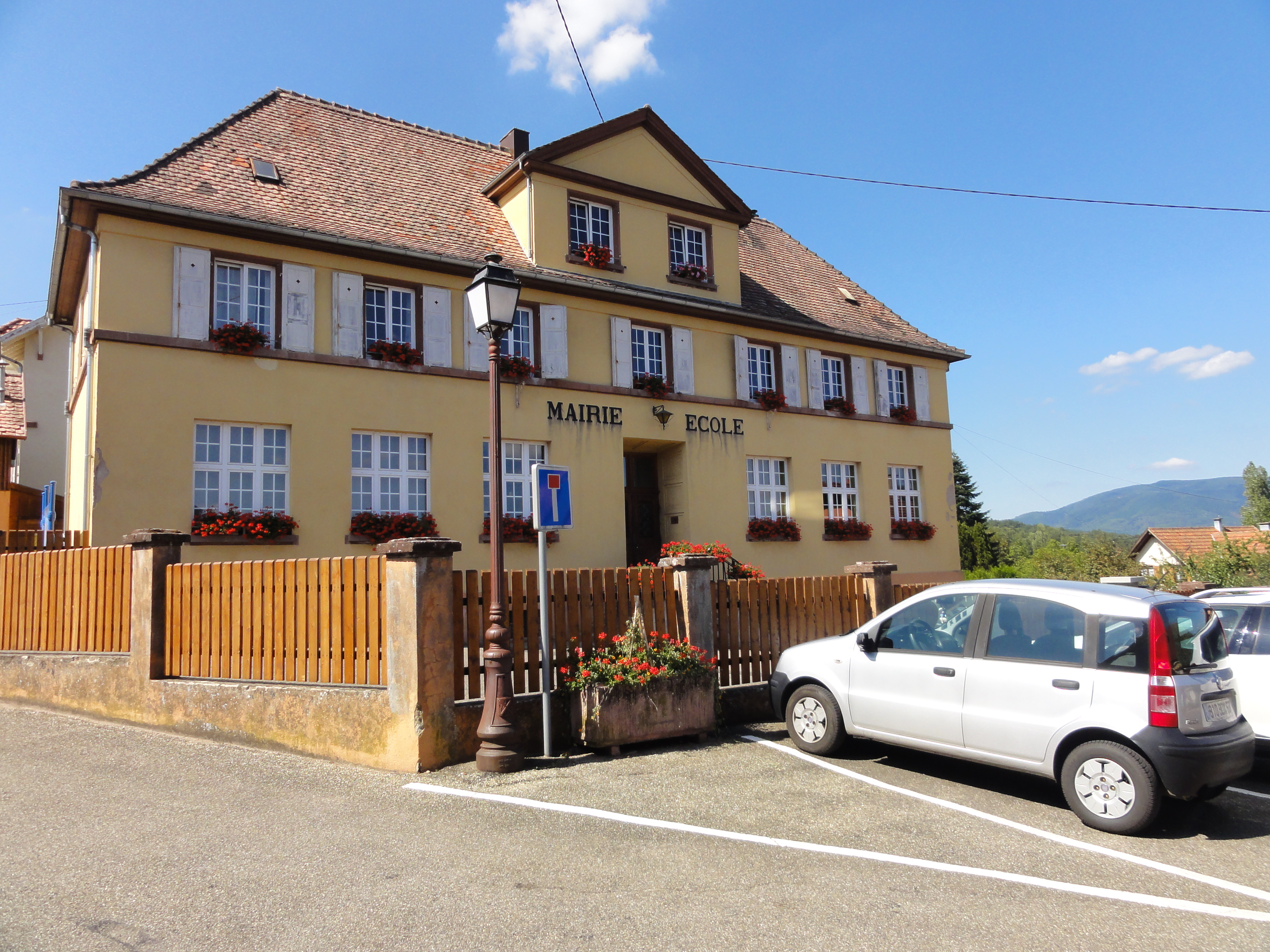
Здание мэрии-школы